# OGAS
OGAS (russe : Общегосударственная автоматизированная система учёта и обработки информации, "ОГАС", « Système national automatisé de calcul et de traitement de l'information ») était un projet soviétique visant à créer un réseau informatique national. Ce projet cyber-socialiste commença en 1962, mais économiquement il ne reçut pas le financement nécessaire en 1970, tandis que politiquement la bureaucratie soviétique travaillant dans le domaine de la planification demeurait inquiète et sceptique au sujet du projet car elle se demandait pourquoi elle devrait céder à un ordinateur et à des algorithmes sa responsabilité et son pouvoir sur les prix, sur la planification et sur la production.
C'était l'une des tentatives de création d'un réseau national analogue à ce qui devint Internet, dont toutes échouèrent.

## Histoire
L'architecte principal d'OGAS était Viktor Glushkov. Une proposition précédente concernant un réseau informatique national pour améliorer la planification centrale, le Système de gestion économique automatisé d'Anatoly Kitov, avait été rejetée en 1959 en raison de préoccupations des militaires qui auraient été tenus de partager des informations avec des planificateurs civils,. Glushkov proposa le OGAS en 1962, comme réseau à trois niveaux avec un centre informatique à Moscou, jusqu'à 200 centres de niveau intermédiaire dans d'autres grandes villes et jusqu'à 20 000 terminaux locaux dans des emplacements économiquement importants, communiquant en temps réel et utilisant l'infrastructure téléphonique existante. La structure devait également permettre à n'importe quel terminal de communiquer avec n'importe quel autre. Glushkov proposa en outre d'utiliser le système pour faire avancer l'Union soviétique vers une économie sans argent, en utilisant le système des paiements électroniques. Le projet échoua car la demande de financement de Glushkov le 1er octobre 1970 fut rejetée. Le 24e Congrès du Parti communiste en 1971 devait autoriser la mise en œuvre du plan, mais approuva finalement seulement l'expansion des systèmes locaux de gestion de l'information. Glushkov poursuivit par la suite un autre plan de réseau, EGSVT, qui fut également sous-financé et non exécuté. Les plans du réseau soviétique échouèrent alors que l'ARPANET américain fut une réussite majeure.
Bien que la proposition de l'OGAS fut d'abord ressentie par certains libéraux comme un accroissement inacceptable du contrôle central, ce furent  principalement les luttes bureaucratiques qui lui furent fatales : elle était sous les auspices de l'Administration centrale des statistiques et, en tant que telle, allait à l'encontre de Vasily Garbuzov, qui la voyait comme une menace pour son ministère des finances,. Lorsque l'EGSVT eut échoué, une autre tentative (SOFE) fut, en 1964, conduite par Nikolay Fedorenko, qui tenta de construire un réseau d'information pouvant être utilisé à des fins de planification économique. Le projet fut couronné de succès au niveau micro mais son utilisation ne parvint jamais à s'étendre de façon plus large.

## Planification économique cybernétique
À partir du début des années 1960, le Parti communiste de l'Union soviétique envisagea de s'éloigner de la planification stalinienne ayant alors cours en faveur du développement d'un système informatisé interconnecté d'allocation des ressources basé sur les principes de la cybernétique. Cette évolution était alors considérée comme la base nécessaire afin de progresser vers une planification optimale formant ainsi la base d'un type plus développée d'économie socialiste fondée sur la décentralisation informationnelle et l'innovation. Cela fut considéré comme une progression logique étant donné que le système des bilans matières était orientée vers une industrialisation rapide, ce que l'Union soviétique avait déjà réalisé au cours des décennies précédentes. Mais au début des années 1970, l'idée de transcender le statu quo fut abandonnée par les dirigeants soviétiques, qui estimèrent que le système menaçait le contrôle du Parti sur l'économie. Au début des années 1970, l'intérêt officiel pour ce système pris fin.